# Nazí a mrtví

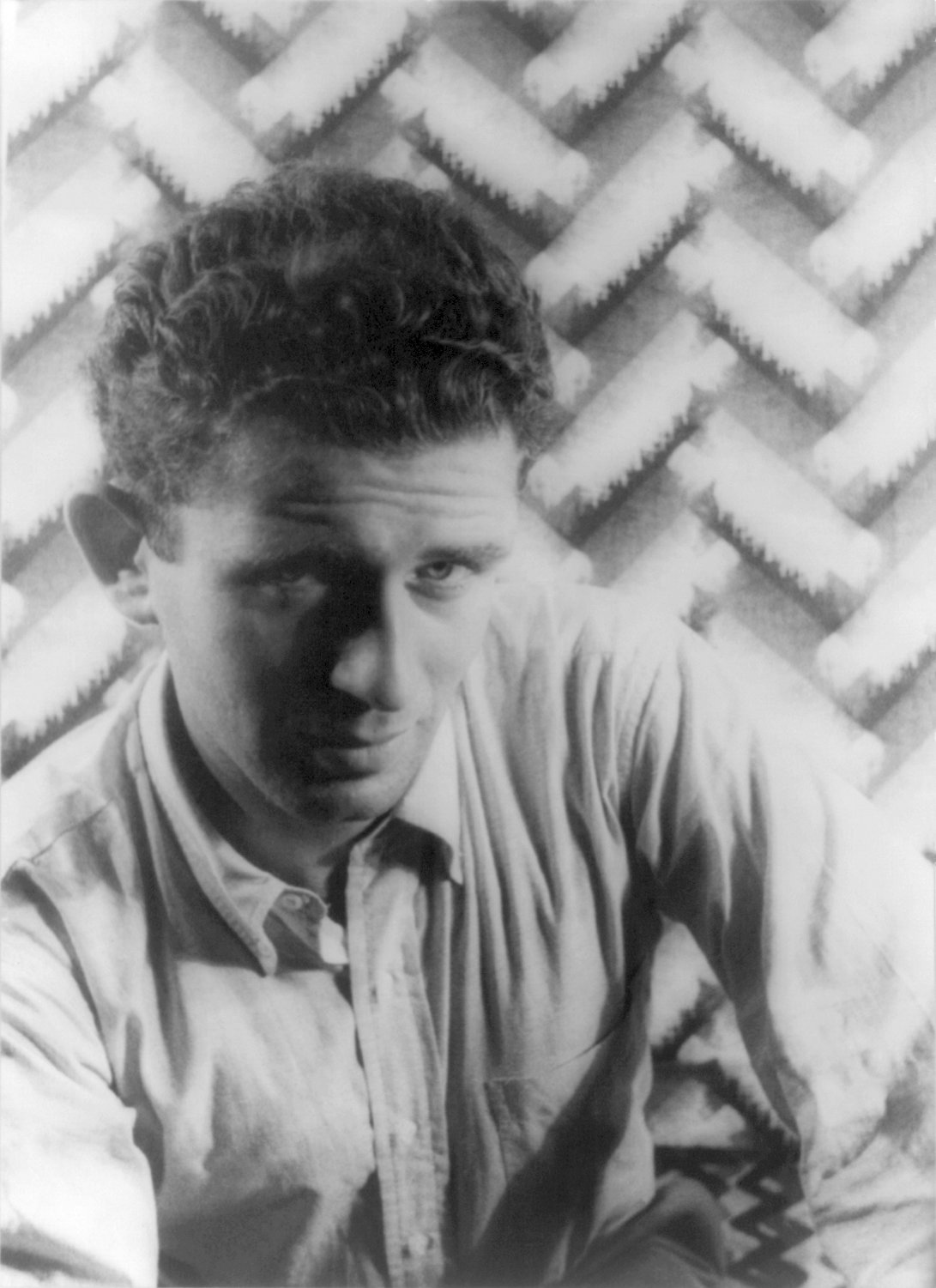
Fotografie autora

Nazí a mrtví (v anglickém originále The Naked and the Dead) je kniha amerického spisovatele Normana Mailera z roku 1948. Jde o protiválečný román, kde autor využil svých zážitků z války v Pacifiku. Tato kniha byla jeho první a zároveň nejúspěšnější knihou. Osud vojáků na tichomořském ostrově se zde stal podobenstvím společenských vztahů. V českém jazyce byla vydána roku 1957 Státním nakladatelstvím krásné literatury, hudby a umění, n.p., Praha v překladu Jiřího Muchy. Režisér Raoul Walsh natočil roku 1958 podle knihy stejnojmenný film.